# Crepidodera digna
Crepidodera digna es un coleóptero de la familia Chrysomelidae. Fue descrita científicamente en 1986 por Parry.